# Chuansicallis chengtuensis
Chuansicallis chengtuensis är en insektsart som beskrevs av Tao 1964. Chuansicallis chengtuensis ingår i släktet Chuansicallis och familjen långrörsbladlöss. Inga underarter finns listade i Catalogue of Life.